# Quitman (Arkansas)
Quitman è una città degli Stati Uniti d'America situata nello Stato dell'Arkansas, nella Contea di Cleburne e in parte nella Contea di Faulkner.